# Amt Malchin am Kummerower See
Het Amt Malchin am Kummerower See is een samenwerkingsverband van 7 gemeenten en ligt in het landkreis Mecklenburgische Seenplatte in de Duitse deelstaat Mecklenburg-Voor-Pommeren. Het Amt telt 12.075 inwoners. Het bestuurcentrum bevindt zich in de stad Malchin.

## Geschiedenis
Het Amt Malchin am Kummerower See is op 1 januari 2005 opgericht door de fusie van de tot dan amtvrije stad Malchin met het voormalige Amt Kummerower See. 

## Gemeenten
Het Amt bestaat uit de volgende gemeenten:
1. Basedow
2. Duckow
3. Faulenrost
4. Gielow
5. Kummerow
6. Malchin
7. Neukalen